# Maurice Carrier (homme politique)
Pour les articles homonymes, voir Maurice Carrier et Carrier (homonymie).
Maurice Carrier, né le 15 janvier 1900 à Béja (Tunisie) et mort le 30 novembre 1981 dans le Paris 15e, est un homme politique français.

## Détail des fonctions et des mandats
Mandat parlementaire
- 5 mai 1959 - 2 octobre 1965 : Sénateur des Français établis hors de France